# Brian Jones (musicien)
Pour les articles homonymes, voir Brian Jones et Jones.
Lewis Brian Hopkins Jones, dit Brian Jones, né le 28 février 1942 à Cheltenham (Gloucestershire) et mort le 3 juillet 1969 à Hartfield (Sussex de l'Est), est un musicien multi-instrumentiste britannique.
Icône des années 1960, il est le fondateur et le multi-instrumentiste des Rolling Stones, groupe pour lequel il a joué de 1962 à 1969. Originellement guitariste et harmoniciste, Brian Jones maîtrise de nombreux instruments. À partir de l'album Aftermath (1966), il intègre à de nombreux titres des instruments alors peu communs dans le rock and roll comme la flûte, le dulcimer, le sitar ou encore le mellotron. Le point culminant de cette instrumentation élargie est atteint dans l'album Their Satanic Majesties Request (1967). Il influence ainsi considérablement la musique des Stones dans leur période 1962-1969.
Leader du groupe à ses débuts sans jamais être véritablement considéré comme un compositeur à part entière, il est ensuite relégué au second plan par l'influence grandissante du duo Mick Jagger et Keith Richards. À partir de 1966, il connaît de sérieux problèmes de drogue ainsi que des difficultés dans sa vie sentimentale, devenant de moins en moins impliqué et n'apportant plus son talent qu'aux arrangements. Finalement, de par son caractère déjà difficile, son absence des studios et des problèmes judiciaires qui l'empêchent de participer aux futures tournées, il est contraint de quitter les Rolling Stones en juin 1969. À peine un mois après, il est retrouvé mort dans la piscine de sa résidence au sud de Londres. Sa disparition marque un changement dans la musique du groupe.

Il est un des symboles de la révolution des mœurs des années 1960 en Europe. Le bassiste originel des Stones, Bill Wyman, a dit de lui : 

« … Il a créé le groupe. Il a choisi les membres. Il a nommé le groupe. Il a choisi la musique qu'on jouait. Il nous a trouvé des concerts… Très influent, très important, et puis il a perdu son pouvoir peu à peu — extrêmement intelligent — et il l'a gâché et tout s'est envolé. »

## Biographie

### Avant les Rolling Stones
Né dans une famille de musiciens (sa mère Louisa est professeur de piano et son père Lewis joue de l'orgue dans la chorale de l'église locale de Cheltenham), Brian Jones est très tôt intéressé par la musique. À quatre ans, une attaque de croup le rend asthmatique, une affection qui le suivra toute sa vie.
Très jeune, Brian est touché par les grands bluesmen noirs américains. Il persuade ses parents de lui offrir un saxophone puis reçoit une guitare pour ses 17 ans. Au-delà de son apprentissage musical, il se révèle un élève assez brillant, obtenant notamment trois A-level en physique, chimie et biologie. Néanmoins, il a quelques difficultés avec l'autorité scolaire, puisqu'il est renvoyé à deux reprises. En 1959, à 16 ans, il est renvoyé de son école pour avoir mis enceinte une de ses camarades de classe de 16 ans, Valerie Corbett de la Girl's Grammar School. C’est le scandale, toute la ville en parle, jusque dans les journaux locaux. Résultat, ses parents l’envoient en Allemagne pendant deux semaines, le temps que les choses se calment. Brian parle d’avortement, Valérie refuse, accouche et confie son bébé à l’assistance publique. Il sera adopté plus tard. À son retour, Brian est rejeté de tous. Ses camarades, ses voisins refusent d’être vus ou associés à lui. À la maison, la situation est intenable. Il passe ses journées enfermé dans sa chambre, rêvant de devenir un musicien professionnel, ou s’amuse avec son jouet favori : un autobus en bois de cerisier, avec des lumières clignotantes, que son père lui avait offert dans son enfance.
Commence alors une vie d'errance pour Brian Jones qui quitte le foyer familial en juin 1959 et se rend en Scandinavie. Il traverse l'Europe avec sa guitare, gagnant quelques sous en jouant dans la rue. De retour à Cheltenham en novembre, il joue un temps du saxophone dans un groupe nommé The Ramrods. En août 1960, il devient père pour la seconde fois (bien qu'il ne le sache pas) après une aventure avec une toute jeune mariée. Brian Jones aura en tout six enfants de six mères différentes, dont trois nés avant la création des Rolling Stones.
En octobre 1961, peu après la naissance de son troisième enfant, il s'installe avec la mère de celle-ci, Pat Andrews, à Londres, au 38 Priory Street. Fanatique du blues et très intéressé par le jazz, Brian Jones se lie d'amitié avec les grandes figures de la (petite et naissante) scène rhythm and blues de la capitale, notamment Alexis Korner, Jack Bruce (futur bassiste de Cream), Manfred Mann ou Paul Jones. Il intègre le groupe d'Alexis Korner, le Blues Incorporated dans lequel il joue de la guitare slide dans les salles de la capitale sous le pseudonyme d'Elmo Lewis (en référence au bluesman Elmore James). En avril 1962, Dick Taylor, Keith Richards et Mick Jagger voient Brian Jones jouer à l'Ealing Jazz Club. Les trois musiciens qui ont monté leur propre groupe Little Blue Boy and the Blue Boys se greffent au Blues Incorporated.
Soucieux de monter son propre groupe, Brian Jones passe une petite annonce dans Jazz News fin 1961. Ian Stewart répond à l'annonce. La première mouture des Rolling Stones se forme avec Brian Jones et un certain Geoff Bradford aux guitares, Ian Stewart au piano, Paul Pond au chant. Le poste de batteur est fluctuant : plusieurs batteurs payés au concert se succèdent dont Charlie Watts et Mick Avory (futur Kinks). Lorsque Paul Pond quitte le groupe, Alexis Korner suggère à Brian Jones, le chanteur Mick Jagger qui a fait sa place dans le Blues Incorporated. Ce dernier impose alors son ami Keith Richards ainsi que Dick Taylor (futur membre des Pretty Things). Geoff Bradford quitte le groupe et  Mick Jagger, Keith Richards, Ian Stewart, Dick Taylor et Brian Jones forment l'ossature du groupe qui prendra en juin, le nom de Rollin' Stones avant de s'appeler Rolling Stones. Selon Keith Richards, c'est Brian Jones qui trouve le nom du groupe, alors qu'il est au téléphone en train de prospecter pour trouver des engagements pour des concerts. Alors qu'on lui demande le nom de son groupe, il cite le premier nom qu'il a sous les yeux : le titre d'un morceau de Muddy Waters : Rollin' Stone, dont il est un inconditionnel. Néanmoins, il semblerait que cette anecdote ne soit qu'une légende, puisque d'après Ian Stewart, dès sa première rencontre avec Brian Jones à la suite de l'annonce dans Jazz News, Brian Jones avait déjà décidé de nommer son futur groupe Rollin' Stones.
Plus tard dans l'année, Bill Wyman remplacera Dick Taylor à la basse et Charlie Watts prendra le poste de batteur. La formation des Rolling Stones (sans Ian Stewart écarté par le manager Andrew Loog Oldham) ne bougera plus jusqu'en 1969.

### Au sein des Rolling Stones
Avec les Rolling Stones, Brian Jones se révèle un brillant multi-instrumentiste, donnant un son particulier à la musique de l'époque du groupe. Lors des premières années avec les Stones, il s'illustre par ses parties de guitare slide que l'on peut entendre sur des titres comme I Wanna Be Your Man, I'm A King Bee (en) ou Little Red Rooster mais aussi par ses parties d'harmonica que l'on entend sur Stoned, Not Fade Away ou I Just Want to Make Love to You. Petit à petit, il intègre aux compositions des Rolling Stones de nombreux instruments traditionnels comme le hautbois (Dandelion), la trompette (Child of the Moon), le sitar (Paint It Black), le mellotron (She's a Rainbow), le marimba (Under My Thumb) ou l'accordéon (Backstreet Girl).

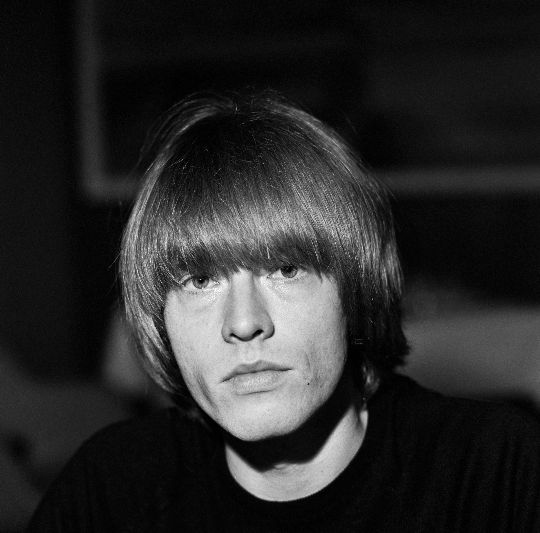
Brian Jones en 1965.

Cependant, l'arrivée du manager Andrew Loog Oldham en 1963 va peu à peu diminuer l'influence de Brian Jones sur le groupe. Oldham décide de pousser le duo Mick Jagger/Keith Richards à composer leurs propres titres et donc à s'imposer comme les leaders du groupe, ce qui se produira en 1965 lorsque des compositions du duo atteindront les premières places des charts. La responsabilité de Brian Jones sur les directions musicales décline de ce fait. La décision prise par Oldham et Jagger que ce dernier soit présenté comme le leader du groupe (ce qu'accepte Jones dans l'intérêt du groupe) le pousse au second plan.
Selon Oldham, Brian Jones était depuis le début à l'écart dans le groupe. Il ne voyageait pas avec les autres membres du groupe en tournée, ne dormait pas dans les mêmes chambres et exigeait une paye supplémentaire en qualité de leader, ce qui provoquait un certain ressentiment chez les autres musiciens du groupe.

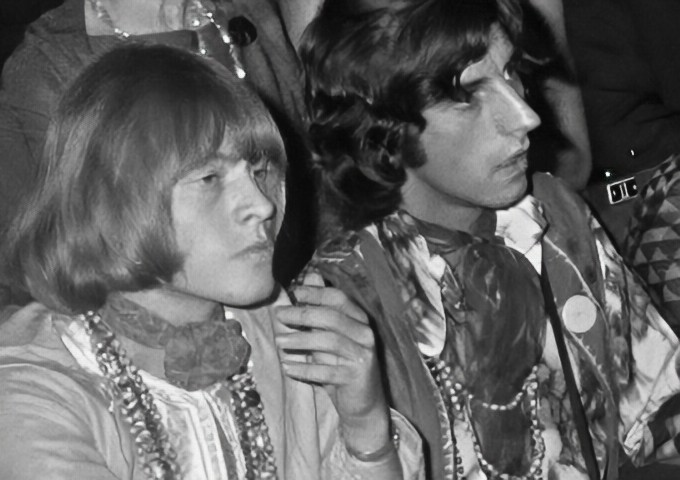
Brian Jones et Michael Cooper en 1967.

Ne pouvant ni rivaliser avec le duo Jagger/Richards dans la composition ni faire émerger ses idées dans la direction musicale du groupe, Brian Jones sombre peu à peu dans une dépression qu'amplifie son fort usage de drogues et d'alcool. Son état de santé se détériore et il doit de nombreuses fois être hospitalisé. Il se rend de son plein gré dans un hôpital psychiatrique, se disant atteint « d'un énorme trouble ». Ses rapports avec ses proches sont très changeants, parfois très amicaux parfois colériques. Dans son livre Stone Alone, Bill Wyman disait qu'il y avait à l'époque « deux Brian ». En 1967, il est arrêté chez lui en possession de cocaïne, de marijuana et de méthamphétamine. Il évite la prison mais est une nouvelle fois arrêté pour possession de cannabis en mai 1968. Ces démêlés avec la justice n'arrangent pas son état.

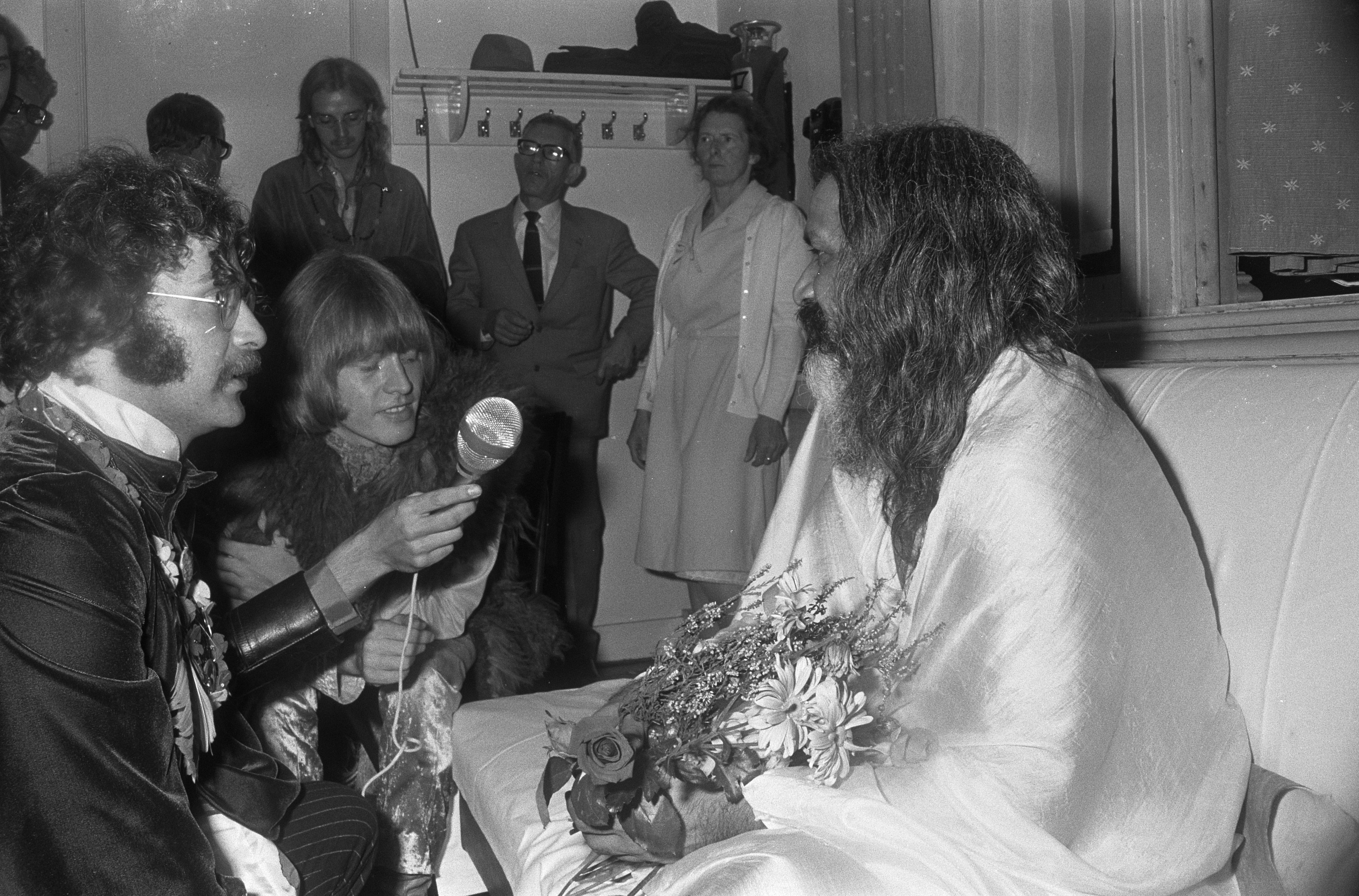
Brian Jones backstage après une conférence de Maharishi Mahesh Yogi, le « Guru des Beatles », 1er septembre 1967, à Concertgebouw (Amsterdam).

Sur le plan sentimental, Brian Jones connaît aussi de nombreux déboires. Le 27 février 1967, alors qu'il est hospitalisé pour une crise d'asthme en France, à Albi, où les médecins diagnostiquent une pneumonie, sur le trajet d'un voyage au Maroc, Keith Richards entame une liaison avec sa petite amie Anita Pallenberg. Lorsqu'il reviendra de convalescence encore sous le choc, Keith, Anita (mais aussi Mick Jagger et Marianne Faithfull) abandonneront Brian au Maroc, sans lui laisser un mot. Selon le père de Brian, cela l'a tué à petit feu.

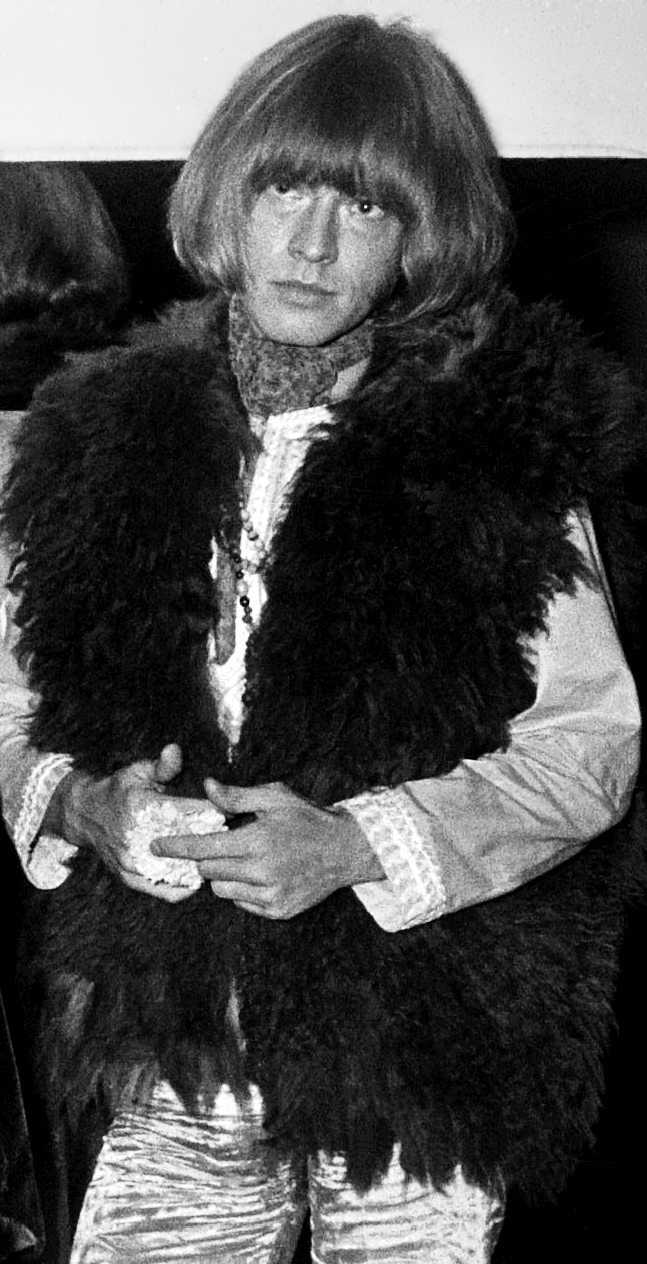
Brian Jones en 1967.

En octobre 1967, Brian Jones plaide coupable pour possession de cannabis et est condamné à 3 ans de mise à l'épreuve. Cela lui interdit d'entrer aux États-Unis et donc de participer aux tournées américaines.
Sa participation aux enregistrements des Stones devient erratique. Jones ne participe qu'épisodiquement aux sessions de Beggars Banquet, album marquant un renouveau musical et technique par rapport au précédent. On lui doit cependant la partie de guitare slide sur No Expectations et le sitar sur Street Fighting Man. Dans le documentaire One + One, tourné par Jean-Luc Godard pendant les enregistrements de Beggars Banquet, on le voit jouer de la guitare acoustique avec Mick Jagger au moment de la conception de Sympathy for the Devil. Sa partie n'est toutefois pas retenue dans l'enregistrement final. En raison de ses problèmes de drogue, il est incapable d'enregistrer l'orgue sur la chanson All Along the Watchtower de Jimi Hendrix, qui comptait sur ses qualités de multi-instrumentiste. Il ne sera finalement crédité que pour le tambourin.
The Rock and Roll Circus, show organisé par les Stones en décembre 1968 avec la participation de plusieurs grands noms du rock, dont les Who, Marianne Faithfull, John Lennon, Eric Clapton ou Jethro Tull, marquera la dernière prestation de Brian Jones avec le groupe. Pete Townshend, guitariste des Who pensait déjà que c'était le dernier concert de Brian Jones et beaucoup pensaient que son départ des Stones était proche.
Le 9 juin 1969, Brian Jones annonce qu'il quitte les Rolling Stones, officiellement pour divergences musicales. Néanmoins, ce sont les autres membres du groupe qui l'ont informé de leur intention de poursuivre sans lui.
Certaines sources affirment qu'après son éviction, il met toute son énergie dans un nouveau projet de groupe, notamment avec Alexis Korner pour fonder un nouveau groupe dans le style de Creedence Clearwater Revival, qu'il vénérait. D'autres rumeurs, moins fondées, sont basées sur le fait qu'il aurait pu rejoindre Creedence Clearwater Revival en tant qu'harmoniciste ou guitariste rythmique.

### Mort

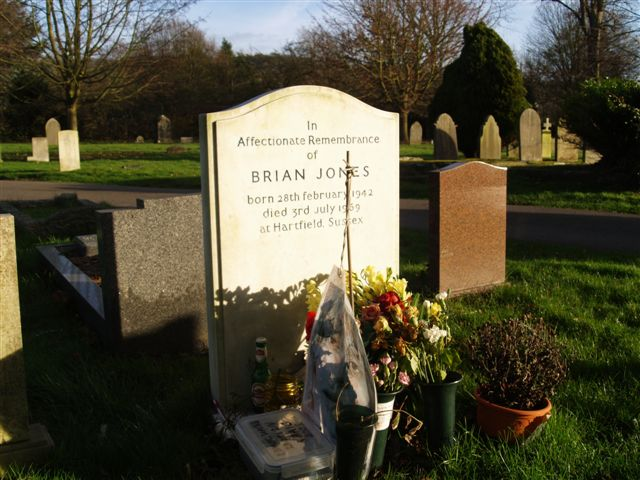
Tombe de Brian Jones au Priory Road Cemetery à Prestbury (Gloucestershire).

Dans la nuit du 2 au 3 juillet 1969, peu après minuit, Brian Jones est retrouvé inconscient au fond de sa piscine à Cotchford Farm dans le Sussex, par Janet Lawson, une amie qu'il avait invitée. Avant de se coucher, il a tout d'abord pris un somnifère. Apprenant que son maçon Frank Thorogood, qui habitait un des appartements de Cotchford Farm, a invité son infirmière, il décide de se lever pour lui dire de partir. Après que Thorogood a refusé de coopérer, ils boivent quelques verres et décident de se baigner. On peut supposer que, avec les vapeurs d'alcool, le somnifère, la température de la piscine maintenue à plus de 30 °C, le mode de vie de Jones et l'heure tardive, il se soit endormi dans sa piscine. Lawson prévient la petite amie suédoise de Brian qui est infirmière, Anna Wohlin. Celle-ci tente de le réanimer mais lorsque le médecin arrive, il est déclaré mort. L'autopsie révélera que Brian Jones avait pris une certaine quantité d'amphétamines et d'alcool mais aussi que sa santé était particulièrement détériorée. Son foie et son cœur étaient hypertrophiés en raison de son usage massif d'alcool et de drogues. Le rapport d'autopsie conclut à une « mort par accident » (death by misadventure).
Néanmoins, rapidement, de nombreuses rumeurs circulent autour des circonstances de sa mort. L'une des plus communes serait que la mort de Brian Jones serait consécutive à un meurtre. Certaines théories (sans fondement) impliquent même certains Rolling Stones, particulièrement Mick Jagger et Keith Richards dans le meurtre. Cependant, le meurtrier présumé, souvent cité, serait Frank Thorogood, l'entrepreneur chargé de la rénovation de sa maison, il aurait avoué sur son lit de mort en 1994, à Tom Keylock, un ami de Brian, qu'il avait tué le musicien en le jetant dans sa piscine. Selon Janet Lawson, Frank Thorogood aurait été le dernier à avoir vu Brian Jones vivant. Les deux hommes seraient allés se baigner dans la piscine. Janet Lawson déclarera plus tard qu'elle avait vu Thorogood « sauter dans la piscine » et « faire quelque chose à Brian » pendant qu'elle cherchait un inhalateur pour asthmatique. Frank Thorogood, Tom Keylock et Janet Lawson étant tous morts, il y a peu de chance qu'on en sache plus. Anna Wohlin, la petite amie de Brian Jones, a écrit un livre : The Murder of Brian Jones dans lequel elle soutient le fait que c'est Thorogood qui l'a tué.
De nombreux artistes rendent hommage au guitariste des Stones. Pete Townshend, guitariste des Who, écrit un poème sur Brian, publié dans The Times : A Normal Day for Brian, A Man Who Died Every Day (« Un jour normal pour Brian, un homme qui mourait tous les jours ») ; Jimi Hendrix lui dédicace une chanson lors d'un passage télévisé ; Jim Morrison des Doors écrit un poème : Ode to L.A. While Thinking of Brian Jones, Deceased (« Ode à L.A. en pensant à Brian Jones, décédé »).
Les Rolling Stones rendent hommage à leur ancien guitariste deux jours après sa mort, à l'occasion d'un concert gratuit programmé de longue date dans Hyde Park, afin entre autres à l'origine, de présenter leur nouveau guitariste : Mick Taylor. Le 5 juillet 1969, devant trois cent mille spectateurs, Mick Jagger lit des extraits d'Adonais de Percy Shelley en hommage à Brian Jones. S'ensuit un lâcher de papillons blancs organisé par Tom Keylock, le chauffeur et conseiller de Jones. Le groupe démarre le concert avec une reprise d'une chanson de Johnny Winter : I'm Yours and I'm Hers qui était l'une des préférées de Jones.
Brian Jones est enterré le 10 juillet 1969 dans le cimetière de Priority Road à Prestbury dans la banlieue de Cheltenham. Les seuls Rolling Stones présents sont Charlie Watts et Bill Wyman.
Brian Jones est entré dans le club des 27 regroupant les figures de la musique mortes à l'âge de vingt-sept ans, comme Jimi Hendrix, Janis Joplin, Jim Morrison, Kurt Cobain, ou Amy Winehouse.
Dans le livre 25x5, Mick Jagger lui rend hommage en disant : « Nous avons essayé de rester dans la droite ligne du rhythm and blues ; Brian a su nous en faire sortir, avec parfois de très heureux résultats. »

### Vie privée
Brian Jones a fait de nombreuses conquêtes féminines au cours de sa vie, notamment Pat Andrew, Linda Lawrence, Anita Pallenberg, la chanteuse Nico, Linda Keith (ancienne petite amie de Keith Richards), Suki Potier, Zouzou, Amanda Lear en 1969, relation évoquée dans la chanson Miss Amanda Jones de l'album Between the Buttons,. Sa dernière petite amie fut Anna Wohlin.
Brian a eu six enfants (tous de mères différentes) :
- Un garçon, Barry David, né le 29 mai 1960, conçu avec Valerie Corbett, quatorze ans. L'enfant sera confié à une famille et renommé Simon. Il ne découvrira l'identité de son père biologique qu'en 2004[31].
- Une fille, Belinda, née le 4 août 1960, conçue avec une femme mariée nommée Angeline. Brian Jones n'aurait jamais connu son existence. Belinda découvrira l'identité de son père biologique à l'âge de 15 ans[31].
- Julian Mark, né le 22 octobre 1961, conçu avec Pat Andrew. Il ne vivra pas avec elle, mais s'occupera d'elle quelque temps, surtout au début des Stones. Pat Andrews et le bébé venaient dormir de temps à autre dans la colocation « stonienne » d'Edith Grove.
- Julian Brian, né le 23 juillet 1964, conçu avec Linda Lawrence, sa petite amie du moment ; relation qu'il entretenait parallèlement à celle qu'il avait avec Pat Andrew. Enfant adopté par Donovan.
- Paul Andrew (renommé plus tard John), né le 24 mars 1965, conçu avec une adolescente, Dawn Molloy. Adopté.
- Barbara, née en 1969, conçue avec Elizabeth, mannequin de nationalité américaine[32].

## Contributions instrumentales et chœurs
Considéré par beaucoup comme le premier multi-instrumentiste de l'histoire du rock, Brian Jones a joué de nombreux instruments différents :
- Accordéon : Back Street Girl.
- Autoharpe : You Got the Silver.
- Banjo : Cool Calm Collected.
- Clavecin : Ride On Baby, Sittin’ On a Fence, Yesterday Papers, Dandelion.
- Dulcimer : I Am Waiting, Lady Jane.
- Flûte à bec : Ruby Tuesday, All Sold Out, My Girl, Gomper, Sing This All Together (See What Happens), Jig-Saw Puzzle.
- Guitare solo : Down Home Girl, The Last Time, The Singer Not the Song (acoustique), 19th Nervous Breakdown, All Sold Out, Get Off of My Cloud, Heart of Stones, Sad Day, Please Go Home, Miss Amanda Jones, Jumpin' Jack Flash (refrain), Child of the Moon (couplets), Parachute Woman, Street Fighting Man (fin), Prodigal Son, Stray Cat Blues.
- Guitare slide : Little Red Rooster, Movin’ On, What a Shame, Jig-Saw Puzzle, I Can't Be Satisfied, No Expectations, Salt of the Earth.
- Harmonica : Come On, I Want to Be Loved, Fortune Teller, Stoned, Money, Not Fade Away, I Just Want to Make Love to You, Honest I Do, I’m a King Bee, Empty Heart, Little Red Rooster, What a Shame, Down Home Girl, Grown Up Wrong, One More Try, Dear Doctor, Look At What You’ve Done, Doncha Bother Me, Goin' Home, High And Dry, Cool Calm and Connected, Who’s Been Sleepin’ Here, Parachute Woman, Prodigal Son, The Spider and the Fly.
- Kazoo : Cool Calm Collected.
- Vox Mando-guitar (en) : Sittin’ On a Fence, Please Go Home.[réf. nécessaire]
- Marimba : Out of Time, Under My Thumb.
- Mellotron : We Love You, Citadel, 2000 Light Years from Home, On With the Show, Factory Girl, Stray Cat Blues, Jigsaw Puzzle.
- Orgue : 2000 Man, Gomper, Take It Or Leave It, Complicated, Let's Spend the Night Together, Stray Cat Blues.
- Percussions : Out of Time, Yesterday Papers, Back Street Girl, She's a Rainbow, Sing This All Together, Sympathy for the Devil, No Expectations, Street Fighting Man, Factory Girl, Midnight Rambler.
- Piano : Connection, She Smiled Sweetly, On With the Show, Ruby Tuesday, Let's Spend the Night Together.
- Saxophone : Dandelion, You Know My Name (Look Up the Number) des Beatles, Child of the Moon, Something Happened to Me Yesterday.
- Sitar : Paint It Black, Gomper, Ain't Nothing Wrong With That.
- Vibraphone : Back Street Girl.
- Xylophone : Ride On Baby, What to Do, Yesterday Papers.
- Chœurs : Fortune Teller, Poison Ivy, You Better Move On, Honest I Do, Tell Me, Can I Get a Witness, You Can Make It If You Try, Walking the Dog, Time Is on My Side, Grown Up Wrong, Under the Boardwalk, Everybody Needs Somebody to Love, The Singer Not the Song, Get Off of My Cloud, My Obsession, We Love You, Sympathy for the Devil, Yellow Submarine des Beatles.

## Discographie

### Avec les Rolling Stones
- The Rolling Stones (Royaume-Uni) (1964)
- The Rolling Stones (EP) (1964)
- England's Newest Hit Makers (1964)
- 12 X 5 (1964)
- The Rolling Stones No. 2 (1965)
- The Rolling Stones, Now! (1965)
- Out of Our Heads (1965)
- December's Children (And Everybody's) (1965)
- Aftermath (1966)
- Got Live If You Want It! (1966) (live album)
- Between the Buttons (1967)
- Flowers (1967) (compilation)
- Their Satanic Majesties Request (1967)
- Beggars Banquet (1968)
- Let It Bleed (1969)

Jones joue sur Midnight Rambler des congas et de l'autoharpe sur You Got the Silver
- Through the Past, Darkly (Big Hits Vol. 2) (1969) (compilation)
- Hot Rocks 1964-1971 (1972) (compilation)
- More Hot Rocks (Big Hits and Fazed Cookies) (1972) (compilation)
- Singles Collection: The London Years (1989) (compilation de singles 1963–1971)
- The Rock and Roll Circus (1996) (performance live de 1968)
- Forty Licks (2002) (compilation 1964–2002)

### Avec les Beatles
- Yellow Submarine, bruits de verres et chœurs
- Baby, You're a Rich Man (1967), chœurs
- You Know My Name (Look Up the Number) (1970) (enregistré en 1967), saxophone
- All You Need Is Love (1967), saxophone ténor

### Avec Jimi Hendrix
- Ain't Nothing Wrong With That (1968) ou My Little One.
- Introduced by Brian Jones sur Live at Monterey (1999, concert à Monterey en 1967 où Brian Jones introduit le groupe de Jimi Hendrix)

### Discographie solo
- A Degree of Murder (1967) (soundtrack)
- Brian Jones Presents the Pipes of Pan at Joujouka (1971) (enregistré en 1968)

À noter des enregistrements en Inde et au Maroc de musique traditionnelle.

## Postérité

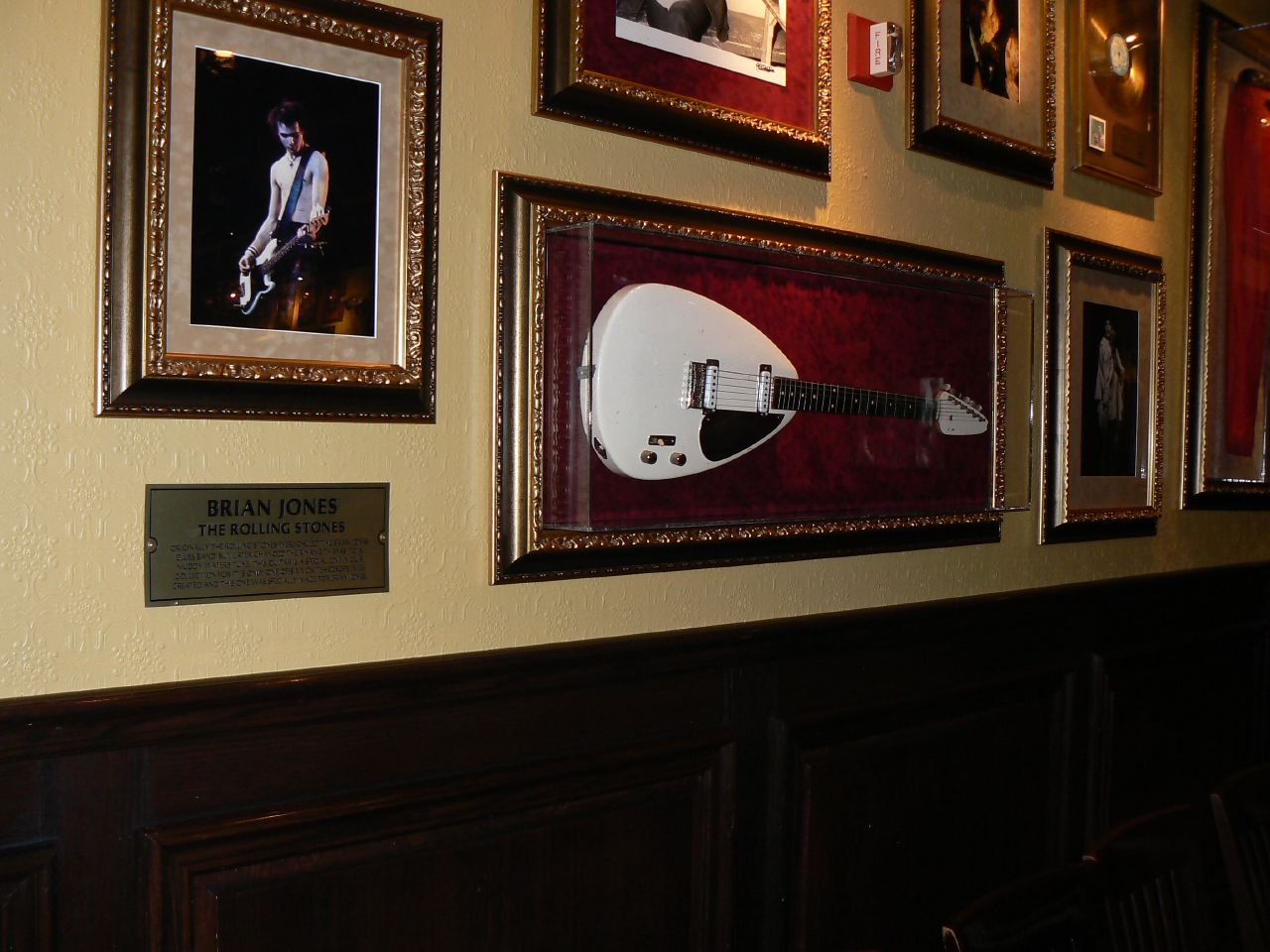
Guitare Vox Mark VI de Brian Jones au Hard Rock Cafe de Sacramento.

Brian Jones reste dans l'histoire du rock comme le fondateur des Rolling Stones. Selon Bill Wyman, les Rolling Stones n'auraient jamais existé sans lui: il a trouvé le nom du groupe, il a engagé les musiciens et a trouvé les premiers contrats pour jouer. Il est souvent considéré par beaucoup de journalistes comme l'« âme » des Rolling Stones, du fait de son attachement au blues. Multi-instrumentiste de talent, il se fait connaître en Angleterre comme l'un des premiers joueurs de guitare slide du pays, une technique inconnue à l'époque. Ensuite, par sa maîtrise de nombreux instruments, il permet au groupe de se trouver un son à leurs débuts. Keith Richards disait de lui qu'il était capable de jouer de n'importe quel instrument.
À partir de 1965, lorsque le groupe prend des orientations plus pop, que Mick Jagger et Keith Richards deviennent progressivement les leaders des Stones, Brian Jones s'intéresse à d'autres styles de musique. En 1968, il enregistre de la musique traditionnelle berbère lors d'un séjour au Maroc, qui sera éditée sous le titre de Brian Jones Presents the Pipes of Pan at Joujouka.
Il était ouvert à de nombreux autres artistes et avait noué de bonnes relations avec Jimi Hendrix et Bob Dylan. En 1967, il est le seul Rolling Stone à se rendre au Festival pop de Monterey, où il monte sur scène pour présenter le set de Jimi Hendrix.

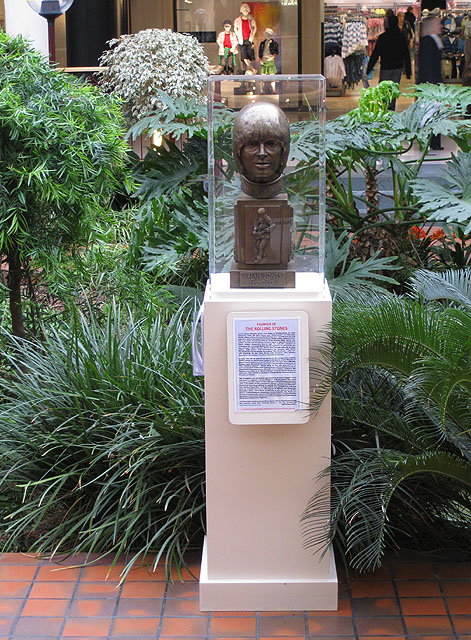
Buste de Brian Jones, The Golden Boy de Maurice Juggins, dans sa ville natale de Cheltenham.

Néanmoins, Brian Jones était aussi réputé pour sa consommation excessive de drogues et pour ses humeurs changeantes susceptibles de conflit avec ses proches. Bill Wyman a déclaré qu'il y avait deux Brian : « L'un était introverti, timide et profond, l'autre était un paon, grégaire, cherchant toujours à être rassuré par ses pairs ». Selon Mick Jagger, Brian Jones était trop sensible pour être une star du rock. Keith Richards disait à Brian Jones qu'il n'atteindrait jamais les trente ans et ce dernier en avait conscience.
Marianne Faithfull déclara, dans son autobiographie, que Mick Jagger et Keith Richards l'humiliaient et le raillaient sans merci et qu'au lieu de le soutenir, tout le monde se moquait de ses problèmes. Charlie Watts déclara qu'en le chassant du groupe, ils l'avaient presque tué.
L'une des difficultés majeures de Brian Jones au sein des Rolling Stones fut son incapacité à imposer les ébauches de morceaux qu'il composa, donc de ne pas suivre le train de composition du duo Jagger/Richards, ce qui l'avait mis dans une position de faiblesse. Selon Keith Richards, Brian n'a jamais réussi à écrire une chanson complète - uniquement des bribes, qu'il refusait de montrer aux autres membres du groupe. Néanmoins, selon Bill Wyman, les morceaux ébauchés par Brian étaient présentés au groupe mais systématiquement refusés par le duo Jagger/Richards. L'information de Keith Richards se révèle selon la quasi-totalité des sources comme infondée,. Il faut dire que le duo n'a jamais apprécié de voir d'autres membres du groupe écrire des chansons : Bill Wyman n'a réussi à enregistrer sa composition In Another Land que parce que Jagger et Richards n'étaient pas au studio ce jour-là.
Les seules compositions connues de Brian Jones sont un jingle de 30 secondes pour Kellogg's, la musique du film allemand Vivre à tout prix réalisé par Volker Schlöndorff, Hear It (un morceau cocrédité avec Keith Richards mais qui semblerait n'avoir été composé que par Jones), Dust My Pyramids, Sure I Do (des morceaux qui n'ont jamais été édités par les Stones) et Play with Fire (où il a été récemment crédité sur la compilation Singles Collection: The London Years).
Néanmoins, il est à l’origine de la mélodie de Ruby Tuesday et une démo solo de celui-ci existe sur cette chanson. De nombreuses chansons des Rolling Stones se sont construites autour de lui, bien qu'il ne soit pas crédité, comme Paint It Black, Under My Thumb, Out of Time…
À noter, cinq collaborations avec les Beatles : il joue du saxophone sur You Know My Name (Look Up the Number), il est présent lors de l'enregistrement de Yellow Submarine où il participe aux chœurs et où il fait des bruits de verres, participe aux chœurs sur Baby, You're a Rich Man et joue du saxophone sur Helter Skelter et All You Need Is Love.
Avant de mourir, Brian Jones a plusieurs fois rencontré le collectif marocain The Master Musicians of Joujouka (en) lors de ses séjours au Maroc à partir de 1967. En 1968 il est devenu le premier musicien occidental à enregistrer avec eux. L'album Brian Jones Presents the Pipes of Pan at Joujouka (en) est publié en 1971 après la mort de Jones. Cette collaboration apporte au collectif une visibilité internationale et collabore par la suite avec de nombreux musiciens de rock et de jazz occidentaux. Vingt ans après sa mort, le collectif collabore avec les Rolling Stones sur la chanson Continental Drift qui lui rend hommage.

## Style vestimentaire
Brian Jones était une icône de la mode et du Swinging London, en raison de ses tenues excentriques et de son côté flamboyant.

## Hommages
- « En termes de capacité musicale pure, Mick Taylor est le meilleur guitariste que les Stones ont jamais eu. Cependant, Jones reste, haut la main, le meilleur musicien. Son éclectisme était incroyable, que ce soit au sitar, guitare slide, percussions ou n'importe quel autre instrument. Sa contribution dans l'élaboration du son du groupe ne peut pas être sousestimée », a déclaré Vincent « Vicente » Rodriguez, ancien porte-parole musique pop au Dallas Morning Nouvelles.
- L'album Blonde on Blonde de Bob Dylan sorti le 16 mai 1966, premier double album et ayant connu un véritable succès commercial, aurait été nommé ainsi par son ami Dylan, en référence à la chevelure blonde de Brian, et de sa compagne d'alors, Anita Pallenberg[42].
- Le concert des Rolling Stones à Hyde Park se passant le 5 juillet 1969 devant près de 500 000 personnes est dédié à Brian Jones, mort deux jours avant. Durant l'ouverture, Mick Jagger cite en son hommage des vers de Percy Bysshe Shelley tiré du poème Adonais.
- La chanson du groupe The Doors, Tigthrope Ride (18 octobre 1971), écrite par Jim Morrison, a été en partie réécrite par le claviériste du groupe Ray Manzarek après la mort de Jones et de Morrison, la chanson traitant alors indirectement de ces deux hommes sous forme d'hommage.
- Dans son album Mords la vie (1973), Jean-Michel Caradec lui dédie la chanson Épitaphe pour Brian Jones.
- La chanson Death by Misadventure (13 mai 1977) de Ted Nugent lui est dédiée.
- Jane Birkin évoque sa mort dans sa chanson Ex fan des sixties (1978).
- La chanson Godstar (1985) du groupe Psychic TV traite de la mort de Brian Jones.
- La chanson Trash (1986) de Robyn Hitchcock traite de la mort de Brian Jones.
- Dans son album Défloration 13, sorti le 19 mars 2001, Hubert-Félix Thiéfaine chante Une ambulance pour Elmo Lewis, Elmo Lewis étant un pseudonyme pris par Brian Jones au début de sa carrière.
- La chanson de The Rolling Stones, Shine a Light, écrite par Mick Jagger après sa mort et apparaissant dans leur album Exile on Main St. (12 mai 1972), ou encore Shine a Light (7 février 2008) étant le nom du film musical sur les Rolling Stones de Martin Scorsese, est dédié à Brian Jones. Les paroles implorent Dieu de « faire briller l'étoile » sur son âme et demande à Brian Jones d'excuser ces « amis du bout de la nuit qui t'abandonnent dans le matin gris et froid ».

Le groupe The Brian Jonestown Massacre, nommé ainsi en son hommage.

#### Livres
- Stephane Koechlin, Brian Jones, l'âme sacrifiée des Rolling Stones, Paris, Castor Astral, 1998, 185 p.  (ISBN 2-85920-333-8)
- (en) David Dalton, The Rolling Stones : the first twenty years [« Les Rolling Stones : Les Vingt premières années »], New York, A.A. Knopf, 1981, 192 p. (ISBN 0-394-52427-6)
- (en) Robert Palmer et Mary Shanahan, The Rolling Stones [« Les Rolling Stones »], Londres, Sphere Books Limited, 1984, 256 p. (ISBN 0-7221-6656-7)
- (en) Felix Aeppli, Heart of stone : the definitive Rolling Stones discography, 1962-1983 [« Heart of Stone : Discographie complète des Rolling Stones, 1962-1983 »], Ann Arbor, MI, Pierian Press, coll. « Rock & Roll Reference » (no 17), 1985, 535 p. (ISBN 0-87650-192-7)
- (en) Martin Elliott, The Rolling Stones : complete recording sessions, 1963-1989 : a sessionography, discography, and history of recordings from the famous chart-toppers to the infamous rarities, January 1963-November 1989, London New York, NY, Blandford Distributed in the United States by Sterling Pub. Co, 1990, 224 p. (ISBN 0-7137-2118-9)
- (en) James Phelge, Nankering with the Rolling Stones, Chicago, A Capella Books, 2000, 304 p. (ISBN 1-55652-373-4)
- Philippe Bas-Rabérin, Les Rolling Stones, Éditions Albin Michel/ Rock & Folk, coll. Rock & Folk, Paris, 1972, 92 p. (ASIN B0000DLOCT)
- François Jouffa, Jacques Barsamian, Stones-story, Éditions de France, coll. « Story », Paris, s. d. (1976), 160 p. (ASIN B0014MCSQC)
- Roy Carr (trad. J. M. Denis), The Rolling Stones, Éditions Delville, Paris, 1976, 120 p.  (ISBN 2859220038)
- Robert Greenfield (trad. de l'anglais par Philippe Paringaux), S.T.P. a travers l'amerique avec les rolling stones, Paris, Les Humanoïdes associés, coll. « Speed 17 », 1977, 395 + 16 H. T. (ISBN 2-902123-19-1)
- Philip Norman (trad. de l'anglais par Éditions Robert Laffont), Les Stones, Paris, Robert Laffont, 1984, 410 + 8 H.T. (ISBN 2-221-04575-0)
- David Carter (trad. Jacques Collin), Les Rolling Stones, Éditions Hors Collection, s. l., 1994, 80 p.  (ISBN 2-258-03882-0) (BNF 35731127)
- Philippe Manœuvre, Stoned : 20 ans de confidences avec les Rolling stones, Paris, A. Michel, 1995, 263 p. (ISBN 2-226-07842-8)
- Steve Appleford (trad. de l'anglais par Jacques Collin), L'intégrale Rolling Stones : les secrets de toutes leurs chansons, Paris, Hors collection, 1998, 256 p. (ISBN 2-258-04883-4)
- Stanley Booth, The Rolling Stones, éditions Flammarion, édité en 1984, traduit en 1999 et réédité en 2012  (ISBN 9782081279391)
- François Bon, Rolling Stones, une biographie, éditions Fayard, 2002, 682 p. - Repris dans Livre de Poche 2004, 1120 p.  (ISBN 2213613087 et 2253072583)
- Bill Wyman (Richard Havers), Rolling with the Stones Dk Pub et Epa, (2002-2003, 512 p., 2003)  (ISBN 0789489678, 0789499983 et 2851205935)
- Jacques Barsamian, François Jouffa, Les Stones : 40 ans de rock & roll, Éditions Ramsay, Paris, 2003, 500 p. (volume de texte), 32 p. (album photos), CD Aux sources des Stones  (ISBN 2841146537)
- Rolling Stones, Selon les Rolling Stones, éditions Fayard, 360 p., 2003  (ISBN 2-213-61679-5)

#### Revues, magazines…
- Music Geant, Hors-série no 4, « Le Monde des Rolling Stones à travers leurs interviews », s. d.
- Extra, no 26, janvier 1973
- Best, no 167, juin 1982
- Guitare Magazine, no 20, juin 1982
- Salut !, no 175, du 9 au 22 juin 1982
- Paroles et Musique, no 65, décembre 1986
- L'Événement &, Hors-série no 1, « Spécial Rolling Stones », juin 1990
- Musicien, Hors-série no 2, « Spécial Rolling Stones », 1990
- Best, no 264, juillet 1990
- Rock & Folk, Spécial Hors-série no 1, « 1966-1990 Nos années Stones », 1990
- Jukebox magazine, no 72, juillet-août 1993
- Rock & Folk, Hors-série no 12, « 30 ans de rock et de folk », novembre 1996
- Jukebox magazine, no 231, juin 2006
- Rock & Folk, no 466, juin 2006

### Film et documentaires
- Le film Stoned sorti en 2005 lui est consacré, réalisé par Stephen Woolley avec Leo Gregory dans le rôle de Brian Jones.
- Des documentaires sont parus également : Brian Jones et les Rolling Stones de Richard Driscoll, sorti en 2006 ; et The Rolling Stones: In Memory of Brian Jones (2003).
- Plus récemment, a été produit No Expectations the Murder of Brian Jones du 12 juillet 2016.
- En janvier 2021, la chaîne Arte a diffusé le documentaire La Vie de Brian Jones de Patrick Boudet.